# Dundela Football Club
Il Dundela Football Club, conosciuto semplicemente come Dundela, è una squadra nordirlandese di calcio con sede a Belfast.

## Storia
Il Dundela Football Club venne fondato nel 1895 a Belfast ma le prime informazioni certe risalgono al 1903.
Il club ha vissuto sempre all'ombra del più titolato Glentoran, con cui condivide l'area est di Belfast, militando sempre nelle serie inferiori nordirlandesi. Nel 1955 il club vinse il suo unico trofeo sotto la guida di Bobby McAuley, la Irish Cup 1954-1955, battendo nella finale giocata il 23 aprile al Windsor Park di Belfast il Glenavon per 3-0, grazie alle reti di Davy Kavanagh, Bobby Ervine e Jackie Greenwood. La formazione vincente era composta da J. Smyth, R. Smyth, Stewart, McAuley, Lynch, Millar, Greenwood, Reid, Ervine, Kavanagh e Gourley.
Il 25 agosto 1995 muore sul campo di gioco, in un incontro contro il Dungannon Swifts, nel giorno del suo trentottesimo compleanno, Michael Goddard, capitano del Dundela, dopo essere stato colpito al petto dal pallone.
Il 6 aprile 2023 muore Aodhán Gillen, ventiduenne ala, coinvolto in un incidente automobilistico il 14 marzo precedente.

## Palmarès
- Irish Cup: 1

1954-1955
- Premier Intermediate League: 1

2017-2018